# Palacio de los Capitanes Generales (Cuba)
El Palacio de los Capitanes Generales, actual Museo de la Ciudad, se encuentra ubicado en La Habana Vieja; ocupa toda una manzana y está considerada la obra de mayor importancia arquitectónica de todo el desarrollo barroco en Cuba. Este palacio fue edificado en el lugar donde se encontraba la antigua Catedral de La Habana. Su construcción comenzó en el año 1776. Fue el sitial de 65 capitanes generales españoles para gobernar Cuba, así como el recinto del administrador de los Estados Unidos durante su gobierno militar de 1898 a 1902; y como ya era costumbre además sirvió durante la 
República de palacio presidencial hasta 1920. En su patio interior está enclavada una estatua de Cristóbal Colón, colocada en este lugar en el año 1862. También se encuentran obras como la de mármol de Carrara de J. Cucchiari. Esta construcción sirvió además de sede del cabildo y cárcel, así como para enclavar en el entresuelo varias oficinas del gobierno.

## Historia

### Capitanía General de Cuba
En el lugar donde hoy está emplazado el palacio, se erigia en 1574, un pequeño templo católico, de tejas y piedras, algunos historiadores afirman que esta iglesia fue la incendiada por el pirata Jacques de Sores en 1555. Esta iglesia que llegó a ser verdaderamente rica en obras y esculturas se le denominó en su momento Parroquial Mayor. Fue seriamnete dañada en 1741 por la explosión del navío Santa Bárbara, que estaba atracado en el cercano puerto de La Habana. Eran tantos los daños que hubo que demoler la iglesia y fue trasladada a la zona conocida como La Plazuela de la Ciénaga, propiedad de la Compañía de Jesús.
Durante la época del Marqués de la Torre, sobre los escombros de la edificación se comenzó en 1776 la construcción de la Casa de Gobierno, la que se terminó en 1792, bajo el gobierno de don Luis de las Casas, convirtiéndose en la residencia de los gobernadores coloniales de la isla.

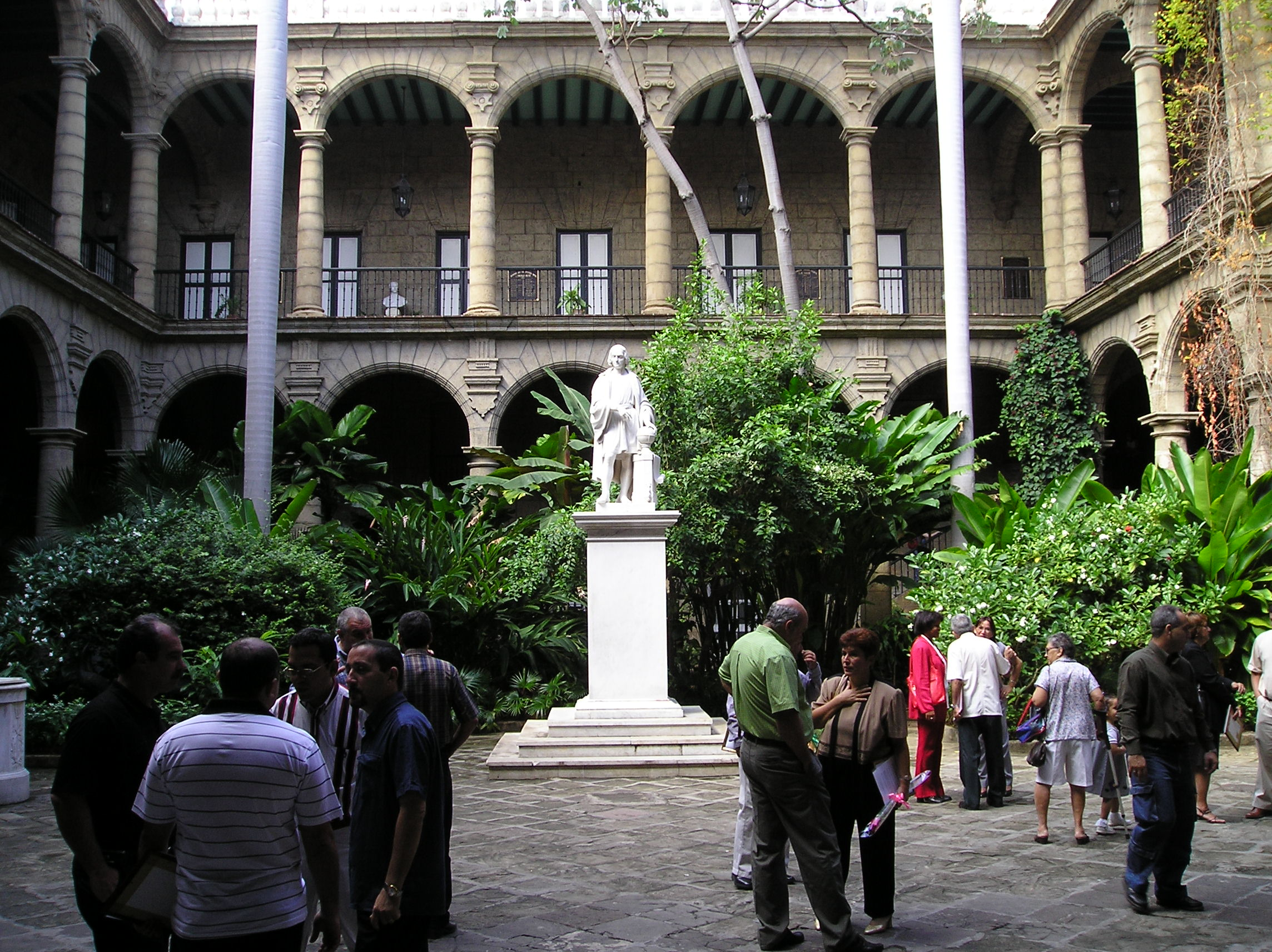
Estatua de Colón en el patio central.

El edificio albergaba además de la Capitanía General, otros departamentos estatales y particulares. La planta alta con vista a la Plaza de Armas, estaba ocupada por la oficina del Gobernador, en la que da a la Calle Obispo, se encontraban las oficinas del Ayuntamiento municipal; los entresuelos y la planta baja fueron ocupados por comerciantes y escribanos que alquilaban a plazos sus oficinas. El ala norte que mira hacia la calle Mercaderes fue destinada a la cárcel pública, luego esta sección fue ocupada por la Real Audiencia, celebrando en sus diferentes congresos , fuertes debates de las instituciones criollas como la Sociedad Económica de Amigos del País o la llamada Junta de Fomento.

### República
Al terminar en 1898 la dominación colonial española, fue la sede del gobierno interventor de los norteamericanos. Llegada la República se convierte en la sede presidencial hasta la llegada de Mario García Menocal, que trasladó el palacio a su ubicación definitiva, en lo que es hoy el Museo de la Revolución, este edificio quedó destinado al Ayuntamiento de La Habana.

### Revolución
Al triunfar la Revolución cubana en 1959 cambia de sede el ayuntamiento y se traslada a la llamada Casa de los Alcaldes. El 11 de diciembre de 1967 se crea en este lugar el Museo de la Ciudad, trasladándose a él numerosas colecciones artísticas de marcado valor cultural e histórico.
La historia nacional de Cuba está reflejada en las diferentes salas de exposiciones. La Sala de las Banderas expone las enseñas nacionales más importantes de la guerra de independencia, y las que presidieron numerosos actos de los clubes de exiliados cubanos en Tampa y Cayo Hueso, entre estas la que trajo Narciso López en 1850 o la de Carlos Manuel de Céspedes, padre de la Patria. 
Otra de las salas expone armamento mambí utilizado en las diferentes contiendas, pinturas alegóricas a los próceres independentistas y pertenencias de los héroes de la manigua.
Algunas salas se han destinado a mostrar la decoración colonial del palacio, con piezas de alto valor, un ejemplo elocuente es el llamado Salón Blanco que cuenta con lujosos espejos venecianos.
El espacio más visitado en el museo es el Salón del Trono, construido imitando al gran salón del Palacio Real de Madrid, cuenta con exposiciones de joyas y vajillas pertenecientes a numerosas figuras históricas como la zarina rusa Catalina la Grande o el pintor español Federico Madrazo.

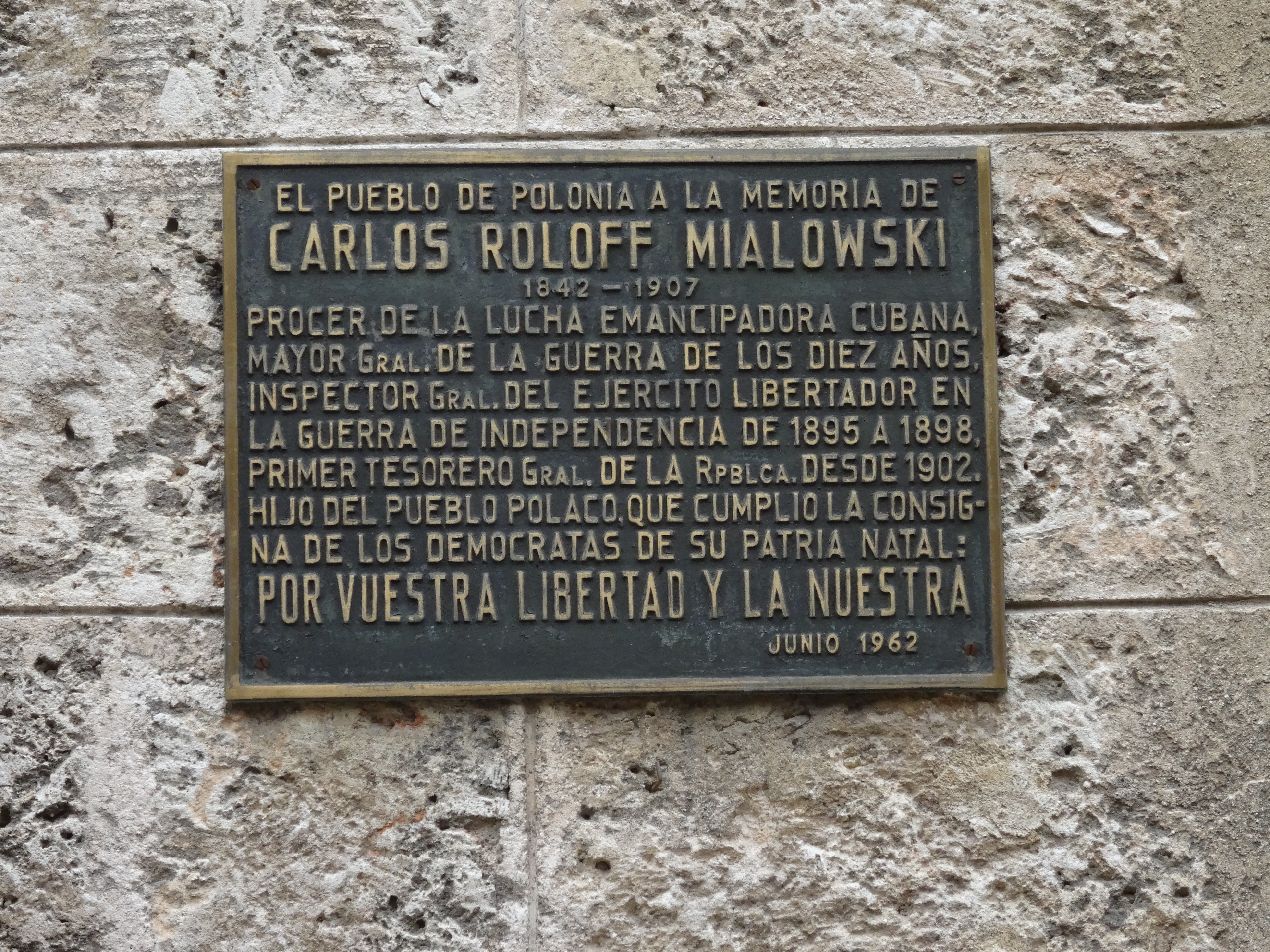
Placa de Carlos Roloff Mialowski, Palacio de los Capitanes Generales

- Wikimedia Commons alberga una categoría multimedia sobre Palacio de los Capitanes Generales.